# Wild de l'Iowa
Le Wild de l'Iowa est une équipe professionnelle de hockey sur glace de la Ligue américaine de hockey (LAH), qui commence ses activités à compter de la saison 2013-2014. L'équipe joue au Wells Fargo Arena de Des Moines dans l'Iowa en tant que club-école du Wild du Minnesota de la Ligue nationale de hockey (LNH).

## Histoire
Le 18 avril 2013, le Wild du Minnesota annonce qu'il n'a pu trouver un accord financier avec le Toyota Center. Les Aeros de Houston déménagent à Des Moines, dans l'Iowa pour la saison 2013-2014 et jouent leurs matchs à domicile dans Wells Fargo Arena.

## Bilan
| Saison    | PJ | V  | D  | DP | DTB | BP  | BC  | Pts | Classement                  | Séries éliminatoires                               |
| --------- | -- | -- | -- | -- | --- | --- | --- | --- | --------------------------- | -------------------------------------------------- |
| 2013-2014 | 76 | 27 | 36 | 7  | 6   | 169 | 235 | 67  | 5e place, division Midwest  | Non qualifiés                                      |
| 2014-2015 | 76 | 23 | 49 | 2  | 2   | 172 | 245 | 50  | 5e place, division Midwest  | Non qualifiés                                      |
| 2015-2016 | 76 | 24 | 41 | 5  | 6   | 169 | 225 | 59  | 8e place, division Centrale | Non qualifiés                                      |
| 2016-2017 | 76 | 36 | 31 | 7  | 2   | 182 | 196 | 81  | 6e place, division Centrale | Non qualifiés                                      |
| 2017-2018 | 76 | 33 | 27 | 10 | 6   | 232 | 246 | 82  | 5e place, division Centrale | Non qualifiés                                      |
| 2018-2019 | 76 | 37 | 26 | 8  | 5   | 242 | 230 | 87  | 3e place, division Centrale | 3-2 Admirals de Milwaukee 2-4 Wolves de Chicago    |
| 2019-2020 | 63 | 37 | 18 | 4  | 4   | 194 | 171 | 82  | 2e division Centrale        | Séries annulées à cause de la pandémie de Covid-19 |
| 2020-2021 | 34 | 17 | 13 | 4  | 0   | 107 | 113 | 38  | 4e division Centrale        | Séries annulées à cause de la pandémie             |
| 2021-2022 | 72 | 32 | 31 | 4  | 5   | 202 | 209 | 73  | 6e division Centrale        | Non qualifiés                                      |
| 2022-2023 | 72 | 34 | 27 | 6  | 5   | 211 | 211 | 79  | 4e place, division Centrale | 0-2 IceHogs de Rockford                            |
| 2023-2024 | 72 | 27 | 37 | 4  | 4   | 184 | 245 | 62  | 6e place, division Centrale | Non qualifiés                                      |

## Personnalités

### Entraîneurs
- Kurt Kleinendorst (2013-2014)
- John Torchetti (2014-2016)
- Derek Lalonde (2016-2018)
- Tim Army (2018-2023)
- Brett McLean (2023-)